# Hans-Peter Kaul
Hans-Peter Kaul (ur. 25 lipca 1943, zm. 21 lipca 2014) – prawnik niemiecki.
Był dyrektorem Departamentu Prawa Międzynarodowego Publicznego w Ministerstwie Spraw Zagranicznych, występował w tym charakterze przed Międzynarodowym Trybunałem Sprawiedliwości. Od 1996 szef delegacji niemieckiej zajmującej się negocjacjami w sprawie powołania Międzynarodowego Trybunału Karnego, a następnie ratyfikacji jego statutu.
W lutym 2003 wybrany na sędziego Międzynarodowego Trybunału Karnego, na kadencję 3-letnią; w styczniu 2006 został wybrany na kolejną kadencję (9-letnią). W latach 2009–2012 był drugim zastępcą przewodniczącego Trybunału. Jego kadencja sędziowska miała upłynąć w 2015, ale już na początku lipca 2014 Kaul zrezygnował ze względu na stan zdrowia. Zmarł kilka tygodni później.
Autor publikacji z prawa międzynarodowego publicznego.